# Martin Svensson (artist)
Martin Svensson, född 11 mars 1978 i Kalmar, är en svensk författare, tidigare sångare och kompositör. Martin Svensson fick sin första hit med låten Rymdraket från debut-cd:n Pojkdrömmar 1997. Han deltog i Melodifestivalen 1999 med sången (Du är så) Yeah Yeah Wow Wow och Melodifestivalen 2002 med Du och jag (i hela världen).
År 2003 startade Svensson tillsammans med Kent-trummisen Markus Mustonen rockbandet Nina Rochelle.
I september 2007 gav Svensson ut sin debutroman Hej! Mitt namn var Elton Persson och arbetar sedan dess som författare. Som spökskrivare och barnboksförfattare har han gett ut ett femtiotal titlar. Han jobbade inte med musik igen förrän våren 2021, när Morgan "Mojje" Johansson ville diskutera låtar. De skapade bandet Atron och gav ut albumet Sweden abroad.
Svensson är bror till författaren Sara Beischer och gift med fotografen Sevda Svensson. Han var tidigare gift med sångerskan Dilba.

## Diskografi
- (1997) Pojkdrömmar
- (17 mars 1999) En helt vanlig Svensson
- (2000) Lyxproblem & Moderna Störningar
- (2002) Martin och Sibirien
- (2003) Nina Rochelle "Om Sverige vill ha det så"
- (2004) Nina Rochelle "Mörkertal"
- (2005) Nina Rochelle "Måndagsfolket"